# Nykil
Nykil är en tätort i Linköpings kommun, Östergötland och kyrkby i Nykils socken. Nykil är beläget 22 km sydväst om Linköping. 

## Befolkningsutveckling
| Befolkningsutvecklingen i Nykil 1970–2020 | Befolkningsutvecklingen i Nykil 1970–2020 | Befolkningsutvecklingen i Nykil 1970–2020 | Befolkningsutvecklingen i Nykil 1970–2020 | Befolkningsutvecklingen i Nykil 1970–2020 |
| ----------------------------------------- | ----------------------------------------- | ----------------------------------------- | ----------------------------------------- | ----------------------------------------- |
|                                           |                                           |                                           |                                           |                                           |
| År                                        |                                           |                                           | Folkmängd                                 | Areal (ha)                                |
| 1970                                      | 1970                                      |                                           | 223                                       |                                           |
| 1975                                      | 1975                                      |                                           | 279                                       |                                           |
| 1980                                      | 1980                                      |                                           | 372                                       |                                           |
| 1990                                      | 1990                                      |                                           | 334                                       | 37                                        |
| 1995                                      | 1995                                      |                                           | 338                                       | 37                                        |
| 2000                                      | 2000                                      |                                           | 302                                       | 37                                        |
| 2005                                      | 2005                                      |                                           | 313                                       | 37                                        |
| 2010                                      | 2010                                      |                                           | 321                                       | 37                                        |
| 2015                                      | 2015                                      |                                           | 322                                       | 46                                        |
| 2020                                      | 2020                                      |                                           | 396                                       | 50                                        |
| Anm.: Ny tätort 1970                      |                                           |                                           |                                           |                                           |

## Samhället
I Nykil finns Nykils kyrka, närbutik, skola och förskola.

## Kommunikationer
Genom Nykil går Östgötatrafikens busslinje 555.

## Näringsliv
Samhället saknar egen industri och pendling sker främst till Linköping.